# ヴォゲオ

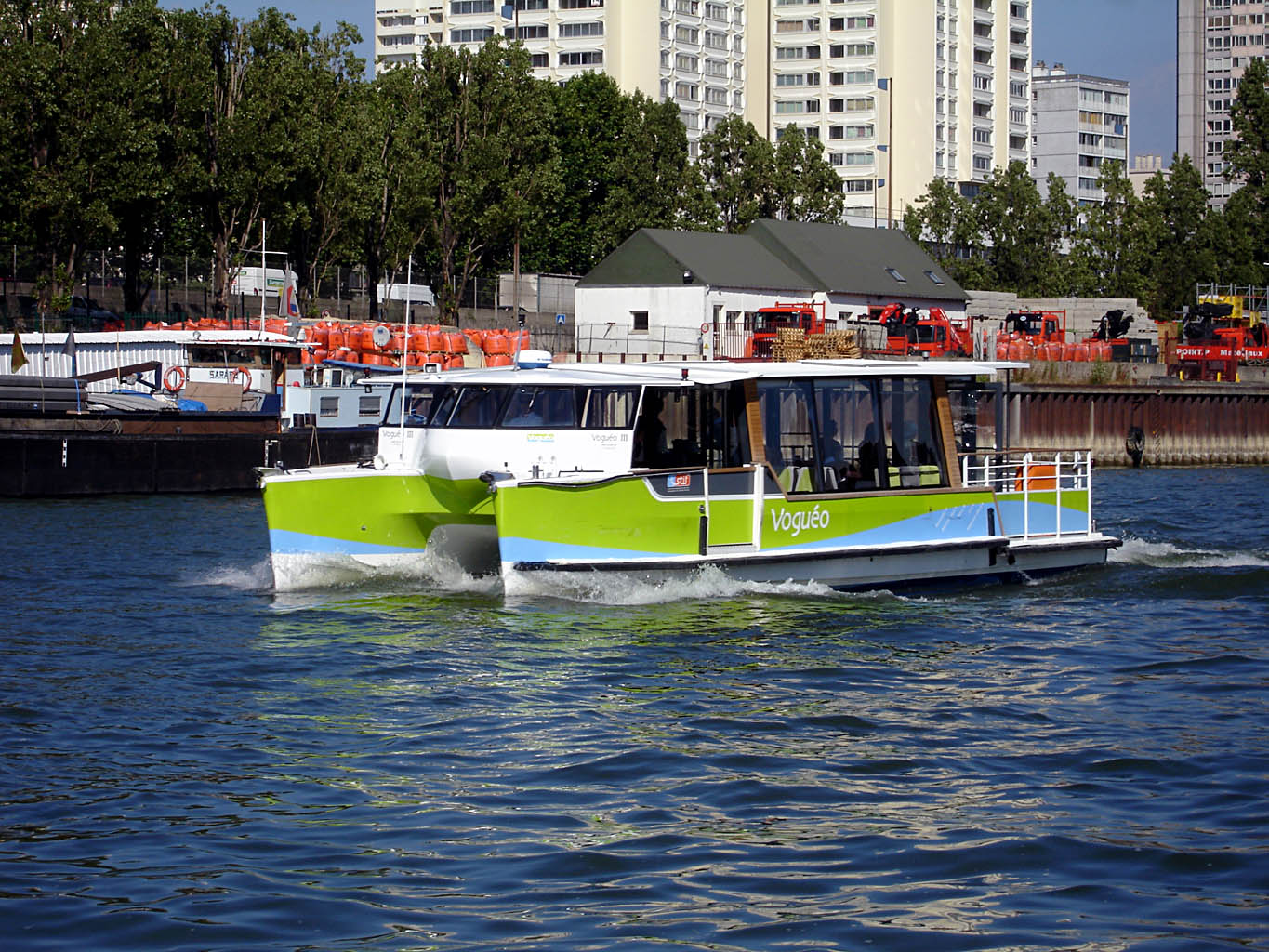
ヴォゲオの船

ヴォゲオの路線図

ヴォゲオ（Voguéo）は、セーヌ川、マルヌ川を運航する水上バスである。セーヌ川で多く運航されている観光目的の遊覧船とは異なり、通勤・通学など生活上の利用を主な目的としている。2008年7月にオステルリッツ駅と郊外のメゾン＝アルフォールを約40分で結ぶ9.2kmの路線が運航開始された。
カルトランジュなど、パリ・イル＝ド＝フランス地域圏の公共交通チケットで利用できる。